# Prawo i porządek: Prawdziwa zbrodnia
Prawo i porządek: Prawdziwa zbrodnia (również jako: Prawo i porządek: Prawdziwa zbrodnia – Mord Menendezów) – amerykański serial telewizyjny (dramat kryminalny,  antologia) wyprodukowany przez Keshet Studios oraz Universal Television, którego twórcą jest Dick Wolf. Serial jest emitowany od 26 września 2017 roku przez NBC, a w Polsce od 8 lutego 2018 roku przez Canal+.

## Fabuła

### Mord Menendezów
Akcja skupia się na procesie sądowym braci Menendez, którzy zostali oskarżeni o zamordowanie swoich rodziców w Beverly Hills.

## Obsada

### Mord Menendezów
- Edie Falco jako Leslie Abramson[4]
- Anthony Edwards jako Stanley Weisberg[5]
- Gus Halper jako Erik Menendez[6]
- Miles Gaston Villanueva jako Lyle Menendez[7]
- Julianne Nicholson jako Jill Lansing[8]
- Constance Marie jako Marta Cano[9]
- Carlos Gómez jako Jose Menendez[9]
- Sam Jaeger jako detektyw Les Zoeller[10]
- Sterling Beaumon jako Glenn Stevens[11]
- Molly Hagan jako Joan Vandermolen[11]
- Dominic Flores jako Henry Llano[11]
- Lolita Davidovich jako Kitty Menendez[12]
- Heather Graham jako Judalon Smyth[13]
- Elizabeth Reaser jako Pam Bozanich[14]
- Larry Cedar jako Milton Andersen[12]
- Josh Charles jako dr Jerome Oziel[15]
- Ezra Buzzington jako Elliott Alhadeff
- James DuMont jako Brian Andersen[16]
- Josh Stamberg jako Robert Rand[17]
- Anna Osceola jako Noelle Terlesky[18]
- Keong Sim jako Lester Kuriyama[19]
- Harry Hamlin jako Barry Lewin[20]

## Odcinki
| Sezon | Sezon | Odcinki | Pierwsza emisja (NBC) | Pierwsza emisja (NBC) | Pierwsza emisja (Canal+) | Pierwsza emisja (Canal+) |
| Sezon | Sezon | Odcinki | Premiera serii        | Finał serii           | Premiera serii           | Finał serii              |
| ----- | ----- | ------- | --------------------- | --------------------- | ------------------------ | ------------------------ |
|       | 1     | 8       | 27 września 2017      | 14 listopada 2017     | 8 lutego 2018            | 1 marca 2018             |

### Sezon 1:Mord Menendezów(2017)
| Nr | Tytuł     | Reżyseria           | Scenariusz      | Premiera (NBC)       | Premiera w Polsce (Canal+) |
| -- | --------- | ------------------- | --------------- | -------------------- | -------------------------- |
| 1  | Episode 1 | Lesli Linka Glatter | Rene Balcer     | 26 września 2017     | 8 lutego 2018              |
| 2  | Episode 2 | Lesli Linka Glatter | Rene Balcer     | 3 października 2017  | 8 lutego 2018              |
| 3  | Episode 3 | Holly Dale          | Gina Gionfriddo | 10 października 2017 | 15 lutego 2018             |
| 4  | Episode 4 | Holly Dale          | Diana Son       | 17 października 2017 | 15 lutego 2018             |
| 5  | Episode 5 | Fred Berner         | Rene Balcer     | 24 października 2017 | 22 lutego 2018             |
| 6  | Episode 6 | Fred Berner         | Gina Gionfriddo | 31 października 2017 | 22 lutego 2018             |
| 7  | Episode 7 | Michael Pressman    | Diana Son       | 7 listopada 2017     | 1 marca 2018               |
| 8  | Episode 8 | Michael Pressman    | Rene Balcer     | 14 listopada 2017    | 1 marca 2018               |

## Produkcja
20 lipca 2016 roku, stacja NBC zamówiła pierwszy sezon serialu. W lutym 2017 roku ogłoszono, że Edie Falco otrzymała rolę Leslie Abramson, adwokata obrony. W kwietniu 2017 roku, poinformowano, że Gus Halper zagra Erika Menendeza. W kolejnym miesiącu stacja NBC ogłosiła, że serial będzie emitowany w sezonie telewizyjnym 2017–2018. Pod koniec maja 2017 roku, oznajmiono, że Miles Gaston Villanueva zagra jednego z braci Menendez. W czerwcu 2017 roku, poinformowano, że do obsady serialu dołączyli: Anthony Edwards jako Stanley Weisberg, Constance Marie jako Marta Cano, Carlos Gómez jako  Jose Menendez, Sam Jaeger jako Les Zoeller, Sterling Beaumon jako Glenn Stevens, Molly Hagan jako  Joan Vandermolen, Dominic Flores jako Henry Llano, Lolita Davidovich jako Kitty Menendez, Heather Graham jako Judalon Smyth, Elizabeth Reaser jako Pam Bozanich, Larry Cedar jako Milton Andersen oraz Josh Charles jako dr Jerome Oziel oraz James DuMont jako Brian Andersen. W sierpniu 2017 roku, ogłoszono, że w serialu zagrają: Josh Stamberg, Anna Osceola oraz Keong Sim.
W kolejnym miesiącu, poinformowano, że kluczową rolę zagra Harry Hamlin jako Barry Lewin, adwokat i doradca Leslie Abramson.